# Grècia otomana

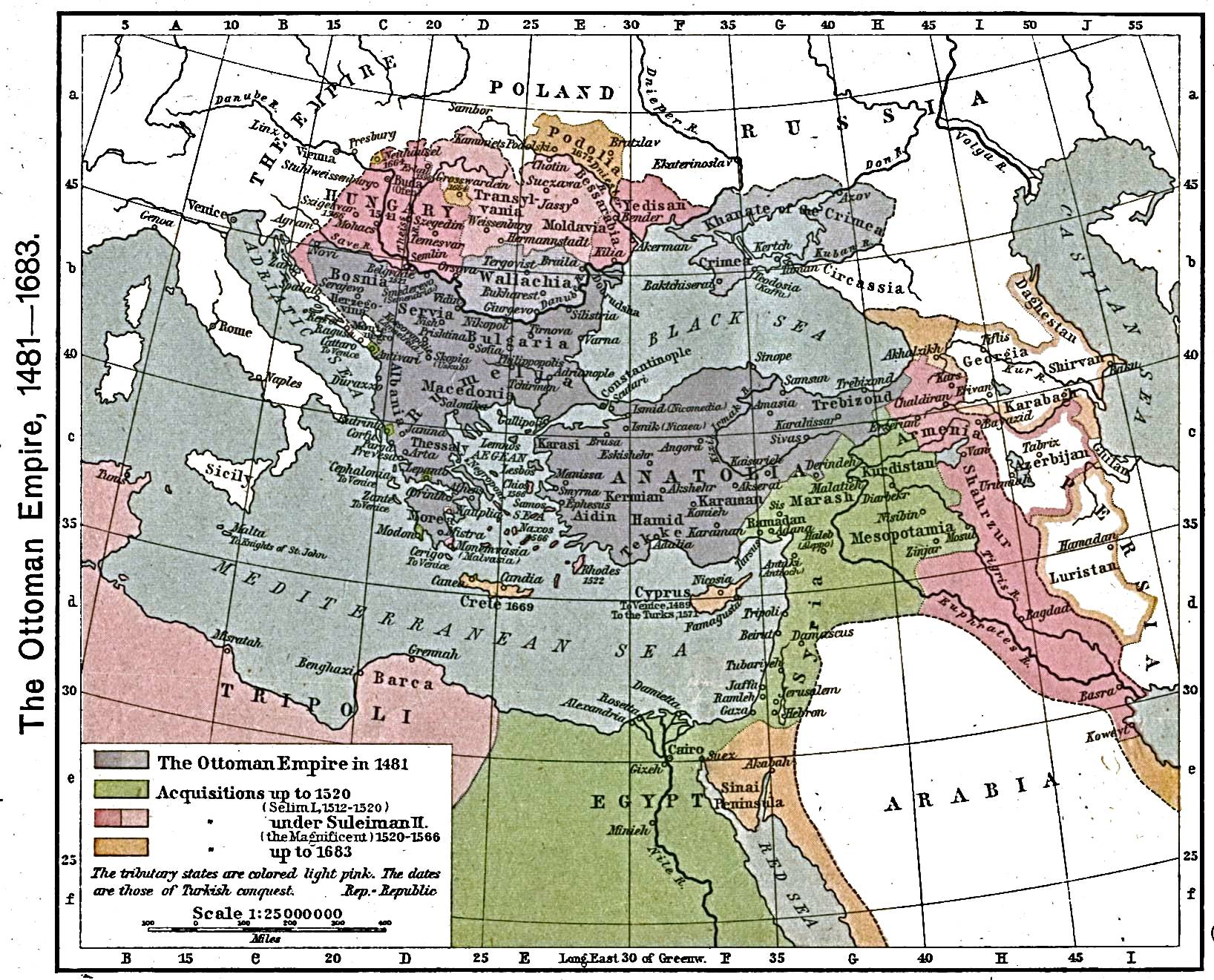
Mapa de l'Imperi Otomà de 1481 a 1683.

La Grècia otomana és el terme utilitzat per a designar el període de la dominació otomana. La major part de Grècia va pertànyer a l'Imperi Otomà des del segle xv fins a la seva declaració d'independència el 1821. L'Imperi Romà d'Orient, que havia governat la major part del món grec durant més de 1100 anys, es va afeblir fatalment a partir del setge de Constantinoble, realitzat pels croats durant la Quarta Croada.

## Les conquestes otomanes

### Etapes de la conquesta
Els otomans van arribar a Europa per primera vegada el 1354. Orhan I (fill d'Osman I) va prendre Gal·lípode, després d'un terratrèmol que va fer caure muralles. Es van instal·lar a poc a poc als Balcans, caient successivament Tràcia, Macedònia, Tessàlia i Epir. El 1362, dirigits per Murad I van prendre Adrianòpolis, que es va convertir en la primera capital de l'Imperi Otomà.
Després d'haver vençut els búlgars el 1371 i els serbis el 1389, els otomans s'enfronten a [Manuel II Paleòleg|Manuel], fill de Joan V Paleòleg. Manuel, que en aquests moments era governador de Tessalònica, va actuar independentment de Constantinoble i va organitzar la defensa al voltant de Tessalònica, Serres i Beroia. Tanmateix, aquesta resistència va ser efímera: el 1391, Baiazet I s'apodera de Tessalònica. Sotmet Tessàlia i fa incursions fins al Peloponès.
La guerra civil que oposa als fills de Baiazet beneficia Manuel, convertit ja en emperador romà d'Orient, que negocia el retorn de Tessalònica a l'esfera grega, en resposta del seu ajut a Mehmet I. Establert l'ordre, Murad II part a la conquesta de Grècia. El 1430, s'apodera d'Ioannina i de Tessalònica. Constantinoble cau el 1453. Atenes el 1458. Els grecs resisteixen al Peloponès fins al 1460.
Els venecians i els genovesos s'aferren a algunes illes, però cap a l'any 1500 la major part de les planes i les illes gregues cauen en mans otomanes. Les muntanyes no van ser ocupades i es van convertir en el refugi dels grecs per escapar al domini estranger. Xipre va caure l'any 1571, i els venecians van seguir a Creta fins a l'any 1670. Les illes jòniques van ser governades breument pels otomans, –Cefalònia des de 1479 a 1481 i des de 1485 a 1500–, romanent com a territori venecià durant el període en qüestió.

### Conseqüències de la conquesta
L'arribada dels otomans a Grècia suposa un important i doble moviment migratori: un dintre del territori grec i un altre cap a Europa occidental.

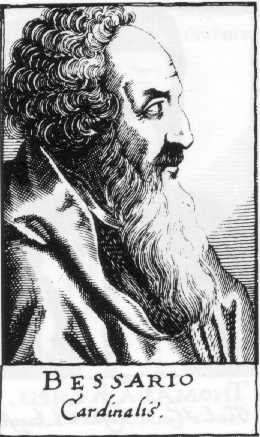
Retrat de Joan Bessarió.

La població grega va fugir dels invasors, abandonant els llocs més exposats, principalment les planes, però també totes les localitats al llarg de les vies de comunicació. Es van instal·lar en llocs retirats allunyats dels otomans, com les muntanyes i les illes. Es van construir nous pobles en llocs que mai no havien tingut ocupació humana, on les condicions de vida eren difícils i això explica parcialment el pobre desenvolupament econòmic de Grècia sota l'Imperi Otomà. Els grecs van fugir per conservar les seves tradicions i modes de vida.
L'altre moviment va ser la fugida d'intel·lectuals romans d'Orient cap a l'Occident. Es va produir en dues fases, una anterior i una altra posterior a la derrota de Baiazet I enfront de Tamerlà. Manuel Crisolores va ser un dels primers d'abandonar Grècia. Una mica més tard el va seguir Bessarió. Després de 1453, van fugir John Argyropoulos i Constantí Lascaris. A més a més del paper que se'ls atribueix en el desenvolupament del Renaixement a l'Occident, també ho van fer en els primers sentiments panhel·lènics.

## Decadència de l'Imperi Otomà
Després de la derrota a la batalla de Viena el 1683, l'Imperi Otomà va entrar en un llarg període de decadència, tant militar com polític, amb un gran increment de la corrupció i la repressió. Això va provocar un augment del descontentament i dels aixecaments.
El segle xvii va ser més estable que els precedents. Els conflictes turcovenecians i turcorussos va ser curts i oferint una pau relativa. Això va afavir el creixement de l'economia i del comerç, dels quals els grecs tenien quasi el monopoli. Només els jueus de Tessalònica i els armenis d'Anatòlia els van fer la competència. Esmirna i Tessalònica es van convertir en les capitals econòmiques de l'imperi, seguides d'altres centres comercials, com ara Ioannina, Heraklion o Patras.

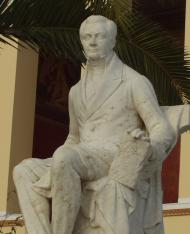
Estàtua de Ioannis Kapodístrias,primer cap d'estat de la Grècia independent.

D'altra banda, va millorar la posició d'uns certs grups de grecs educats. Com més s'ampliava l'imperi, més necessitat tenien els otomans del saber grec per a qüestions tècniques, administratives o financeres. Els fanariotes, un grup de rics grecs que vivien en el barri «Fanar» de Constantinoble, es van anar fent poderosos. Van ocupar, entre d'altres, el lloc de Drogman de la Porta –la Sublim Porta era una de les denominacions de l'Imperi Otomà–, una funció equivalent a la del Ministeri d'Afers Estrangers, gràcies al seu coneixement de l'Europa occidental. Els seus viatges per Europa occidental, com ara mercaders o diplomàtics, els van portar a conèixer les idees del liberalisme i del nacionalisme. Així és com va néixer, al sinus dels fanariotes, el moviment nacionalista grec.
El sentiment nacional grec va ser també estimulat per Caterina II de Rússia, que esperava ampliar les seves conquestes a costa de la decadència de l'Imperi Otomà. Amb l'objectiu d'apoderar-se de Constantinoble, incitava els grecs a rebel·lar-se.
Tanmateix, durant la primera guerra russoturca que va esclatar el 1768, els grecs no es van revoltar i els russos van haver de renunciar a Constantinoble. Pel tractat de Küçük Kaynarca (1774) els russos van obtenir el dret de defensar els súbdits ortodoxos davant el soldà, el que va permetre a Rússia interferir cada vegada més en els assumptes interns de l'imperi. Això, unit a les noves idees de la Revolució francesa de 1789, va impulsar la creació d'un moviment nacionalista grec actiu.

## Guerra d'independència
El 1821, els grecs es van alçar contra l'ocupació otomana i, després de nombroses victòries, van proclamar la independència, però això contravenia els principis del Congrés de Viena i de l'Aliança, que prohibien qualsevol canvi en l'equilibri de les potències europees.
L'aixecament liberal i nacional no convenia a l'Àustria de Metternich, principal artífex de la política de la Santa Aliança. Tanmateix, Rússia, era favorable a la insurrecció per solidaritat religiosa, per ésser també ortodoxos i per un interès geo-estratègic pel control de l'estret dels Dardanels i el del Bòsfor. França, un altre membre actiu de la Santa Aliança –que acabava d'intervenir en Espanya contra els liberals– tenia una posició ambigua: els grecs, clars liberals, eren cristians i el seu aixecament contra els otomans musulmans podria semblar-se a una nova croada. Gran Bretanya, un país liberal, s'interessava sobretot per la situació geogràfica en la ruta entre les Índies i Londres sobre les que desitjava exercir alguna forma de control. Finalment, per a tot Europa, Grècia era el bressol de la civilització i de l'art des de l'antiguitat.
Les victòries gregues van ser de curta durada. El soldà va demanar ajut al seu vassall egipci Mehmet Alí, que va enviar a Grècia el seu fill Ibrahim Paixà amb una flota i 17.000 homes. La intervenció d'Ibrahim va ser decisiva: el Peloponès va ser reconquistat el 1825; Mesolongi va caure el 1826; Atenes va ser presa el 1827. A Grècia només li quedava Nàuplia, Hidra i Egina.

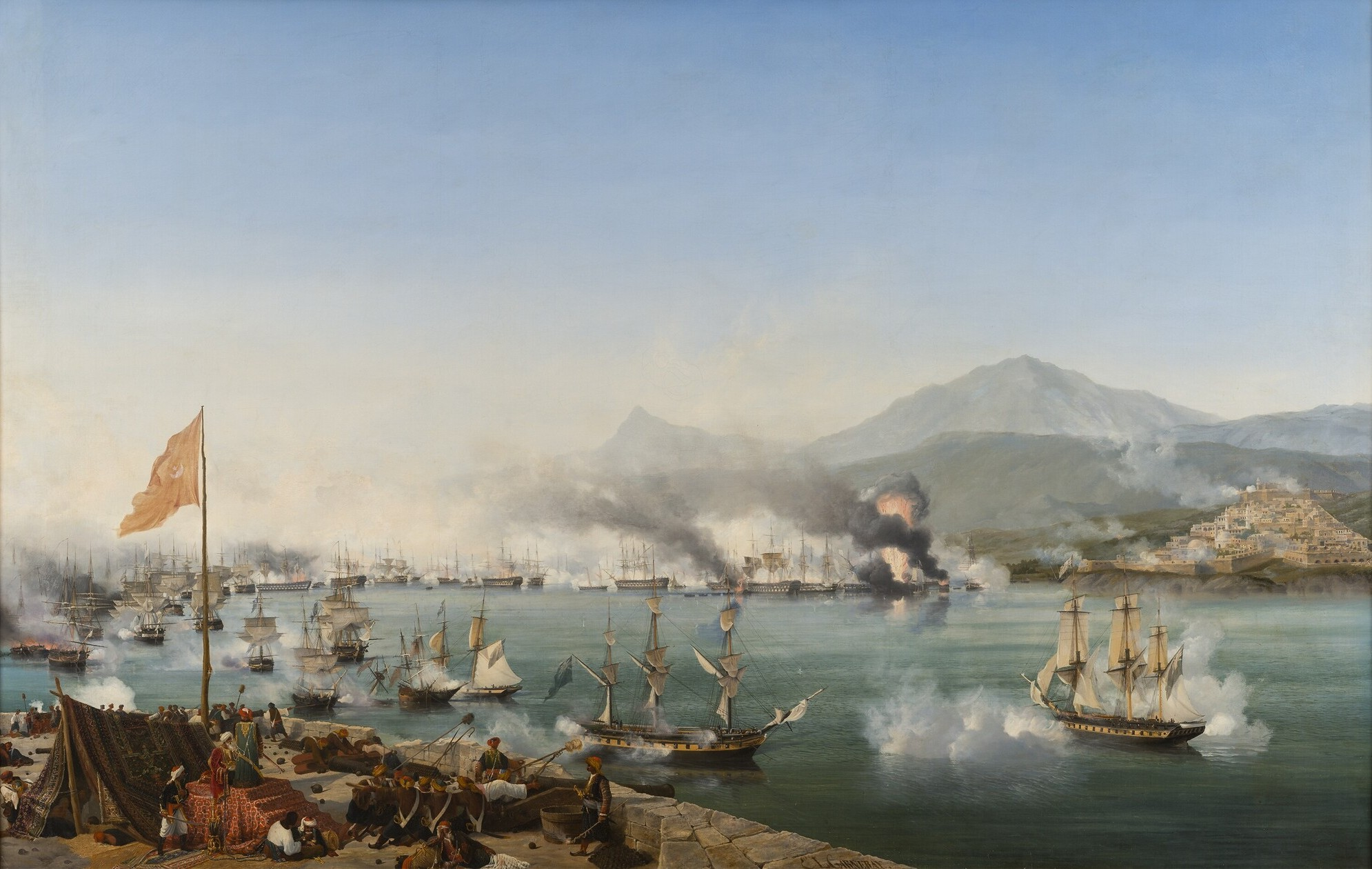
Batalla de Navarino--Destrucció de la Flota turcoegipcia.

Davant les victòries turques, es va desenvolupar a l'Occident un fort corrent d'opinió a favor de Grècia. Es va decidir intervenir a favor de Grècia, de la que era evident la seva posició estratègica. Per la convenció de Londres de juliol de 1827, França, Rússia i Gran Bretanya van reconèixer l'autonomia de Grècia, que romandria com a vassalla de l'Imperi Otomà. Les tres potències van acordar realitzar una intervenció limitada a fi d'obligar els otomans a acceptar els termes de la convenció de Londres. Es va realitzar una expedició naval de demostració conjunta russa, francesa i britànica per exercir pressió diplomàtica sobre Constantinoble. La batalla de Navarino, lliurada a causa d'una topada casual, va suposar la destrucció de la flota turcoegípcia. Després de la batalla de Navarino es va decidir enviar una expedició militar terrestre.